# Enrico De Pedis
Enrico De Pedis, detto Renato, Renatino o Il Presidente (Roma, 15 maggio 1954 – Roma, 2 febbraio 1990), è stato un mafioso italiano, uno dei boss dell'organizzazione mafiosa romana Banda della Magliana.

## Biografia

### Le origini e le prime esperienze criminali
Nato a Roma nel 1954 , nonostante il padre legittimo fosse Antonio De Pedis, una perizia della Polizia scientifica di Roma eseguita nel 2012 all'indomani dell'estumulazione di Enrico De Pedis dalla cripta della Basilica di Sant'Apollinare ha stabilito tramite comparazione di DNA che il defunto non condivideva alcuna parentela in linea diretta con Luciano e Marco De Pedis, figli di Antonio De Pedis.
Nato e cresciuto nel cuore del rione romano di Trastevere, De Pedis iniziò la sua carriera nella mala romana come scippatore per poi passare, molto presto, alle rapine legandosi ad una batteria di malavitosi dell'Alberone.
Sempre ben vestito e ben pettinato e con una cura maniacale della propria immagine, tanto da meritarsi l'appellativo di “bambolotto", il 20 maggio 1974 venne arrestato per la prima volta e, nel 1977, tornò di nuovo dietro le sbarre per una rapina, commessa anni prima con Alessandro D'Ortenzi (detto Zanzarone) e scontò la pena fino all'aprile del 1980.

### L'adesione alla "banda della Magliana"
Durante la sua carcerazione, Franco Giuseppucci (detto inizialmente "er fornaretto" e successivamente er Negro), uno dei futuri componenti della banda e incaricato di curare la custodia e la conservazione delle armi di pertinenza di Renatino (cosa che di solito fa anche per conto di altri criminali romani), subì il furto di un Maggiolone a bordo del quale si trovava un borsone di armi affidatogli proprio da Enrico De Pedis. Dopo rapide ricerche, Giuseppucci venne a sapere che le armi, incautamente sottratte da Giovanni Tigani (detto Paperino), erano finite nelle mani di una batteria del quartiere San Paolo capeggiata da Maurizio Abbatino a cui, quindi, er Negro si rivolse per reclamarne la restituzione.
(Interrogatorio di Maurizio Abbatino del 13/12/1992)
Dall'incontro tra i tre nacque quindi l'idea di unire le forze in campo per trasformare quella che in un primo tempo era nata come una semplice batteria in una vera e propria banda per il controllo della criminalità romana e che, da lì a poco, verrà conosciuta come banda della Magliana. De Pedis, che non fumava, non beveva e neppure assumeva sostanze stupefacenti, al contrario degli altri appartenenti alla banda (tutti cocainomani), possedeva uno spiccato "spirito imprenditoriale": mentre molti altri sperperavano i propri bottini, egli investiva, anche in attività legali (imprese edili, ristoranti, boutique...), i proventi derivanti dalle azioni criminose.
Il debutto come banda fu il sequestro di Massimiliano Grazioli Lante Della Rovere, avvenuto il 7 novembre 1977 e che, per l'inesperienza nel campo, finirà nel sangue con l'uccisione dell'uomo, ma con il riscatto di due miliardi comunque incassato. De Pedis, che non aveva partecipato all'esecuzione del sequestro in quanto ancora detenuto, si vide comunque riconosciuta una quota di quindici milioni di lire.
De Pedis, a capo della fazione testaccina della banda in cui erano presenti, tra gli altri, l'amico di sempre, Raffaele Pernasetti (detto “er palletta”), Danilo Abbruciati ed Ettore Maragnoli, venne favorito nella conquista del potere anche dalla prematura scomparsa di Giuseppucci ed Abbruciati, entrambi assassinati, sfruttando la cosa per stringere contatti con potenti esponenti delle organizzazioni di criminalità organizzata, in particolare siciliana (vedi Pippo Calò, il punto di riferimento di Cosa nostra a Roma dal 1972 al 1985 quando fu arrestato) e per intraprendere un'attività di reinvestimento di ingenti somme di denaro in affari speculativi, in campo finanziario ed edilizio. Secondo quanto dichiarerà la sua amante Sabrina Minardi, ex moglie del calciatore della Lazio Bruno Giordano che aveva iniziato a frequentare nel 1981,
De Pedis, nonostante fosse latitante , tra il 1982 e il 1984 più di una volta sarebbe andato a cena da Giulio Andreotti, circostanza smentita dal politico. De Pedis avrebbe raggiunto un potere tale da escogitare ricatti a noti politici durante incontri hard grazie alle telecamere installate dietro ad alcune pareti di specchi in un appartamento dell'EUR.
Negli atti e negli interrogatori il nome di De Pedis saltò fuori spesso come per esempio in relazione agli omicidi di Amleto Fabiani (15 aprile 1980), Orazio Benedetti (23 gennaio 1981), Nicolino Selis e il cognato Antonio Leccese (3 febbraio 1981), Domenico Balducci (16 ottobre 1981), Giuseppe Magliolo (24 novembre 1981) che voleva vendicare l'amico Selis, Massimo Barbieri (19 gennaio 1982).
Pedinando Sabrina Minardi, il 27 novembre 1984 le forze dell’ordine arrestano Enrico De Pedis con l’accusa di associazione a delinquere, detenzione e spaccio di stupefacenti, omicidio e tentato omicidio. Al momento dell'arresto De Pedis si trovava appunto in casa con la Minardi la quale, accusata di favoreggiamento, finì agli arresti domiciliari. Anni dopo, la Minardi si sarebbe rivelata una testimone chiave per svelare il presunto coinvolgimento di Enrico De Pedis nella sparizione di Emanuela Orlandi. 
Il 18 dicembre dello stesso anno per De Pedis e altre 51 persone fu richiesto il rinvio a giudizio. Per favoreggiamento, nei suoi confronti, vennero anche arrestati De Tomasi Giuseppe Sergio e Vanni Terenzio. 
Il 21 gennaio 1988 Enrico De Pedis uscì di prigione dopo aver scontato tre anni e due mesi di reclusione prima nel carcere di Regina Coeli e poi in quello di Rebibbia. Maurizio Abbatino spiegherà che l'organizzazione cercò “delle strade per poter aggiustare i processi. Fu De Pedis a dirmi che sperava di poter raggiungere questo obiettivo grazie all'aiuto di Claudio Vitalone che era un personaggio influente e con molte entrature in certi ambienti giudiziari romani”; De Pedis fu assistito dal fratello del senatore della Democrazia Cristiana, Wilfredo Vitalone. Il 25 giugno dello stesso anno si unì in matrimonio con la fidanzata Carla Di Giovanni, conosciuta anni prima nel rione Testaccio. Le nozze si tennero nella basilica di Sant'Apollinare e furono officiate da Monsignor Pietro Vergari, rettore della basilica e amico personale di De Pedis. 
Nei suoi ultimi anni di vita tentò di affrancarsi dai suoi trascorsi malavitosi: favorito dalle ingenti risorse finanziarie di cui disponeva iniziò ad interessarsi d'arte frequentando le migliori botteghe antiquarie della capitale. In quest'ultimo periodo era solito farsi chiamare "il presidente". Era dotato di uno spiccato spirito imprenditoriale tanto che ristoranti del centro di Roma, negozi e imprese edili risultavano intestate ai parenti di De Pedis, compresa la madre Edda, amministratrice unica della “Edda Prima”, con sede nella sua casa della Magliana, una società dedita all'acquisto e alla vendita di beni immobili, rustici e urbani, loro rifacimento e nuove costruzioni. Inoltre De Pedis avrebbe sistemato il fratello Marco comprandogli un esercizio commerciale a Trastevere, un supermercato a Ponte Marconi, una pizzeria, vari appartamenti in centro, quote di società immobiliari, una barca lunga 16 metri e diventò proprietario occulto di un altro ristorante trasteverino. Il padre Antonio era anche lui un pregiudicato e gestiva con l'altro figlio Luciano, a sua volta pregiudicato, una trattoria in via Mameli. Vennero altresì acquisite notizie secondo le quali De Pedis e Giuseppe Sergio De Tommasi avevano rilevato il noto locale notturno “Jackie ‘O” in via Boncompagni nonché in esclusiva la boutique Coveri.

### Gli ultimi anni, l'agguato e la morte
De Pedis iniziò a non dividere più i proventi delle attività con i suoi ex complici carcerati e i loro familiari. Si sentiva sciolto da tale obbligo perché ormai i suoi introiti provenivano in buona parte da attività sue e non rientravano più nei bottini comuni. Gli altri lo interpretarono come uno sgarro e nel 1989 Edoardo Toscano, appartenente alla fazione dei maglianesi, appena uscito dal carcere si mise sulle sue tracce per ucciderlo. De Pedis fu più rapido: lo attirò in un'imboscata con un pretesto e lo fece uccidere dai suoi guardaspalle Angelo Cassani detto Ciletto e Libero Angelico, meglio noto negli ambienti malavitosi col soprannome di Rufetto.

L'omicidio di Enrico De Pedis

Quando evase dal carcere Marcello Colafigli, la fazione dei maglianesi iniziò a riorganizzarsi per eliminare De Pedis. L'occasione si presentò quando riuscirono a convincere Angelo Angelotti (che già in passato era stato legato alla famigerata banda romana e che, nel 1981, con le sue "soffiate" aveva permesso a Danilo Abbruciati di uccidere Massimo Barbieri) a fissare un appuntamento con Renatino il 2 febbraio 1990 a via del Pellegrino, nei pressi di Campo de' Fiori a Roma.
De Pedis vi si recò in compagnia della sua amante Sabrina Minardi che si fermò a fare compere in una merceria; dopo poche ore i due sarebbero dovuti partire per la Polinesia perché Renatino, secondo la Minardi, “sentiva puzza di bruciato”. Appena finita la conversazione con Angelotti, De Pedis salì sul suo scooter, ma venne affiancato al numero civico 65 di via del Pellegrino da una potente motocicletta con a bordo due killer che gli spararono un solo colpo alle spalle, uccidendolo all'istante davanti ad alcuni passanti. Nei pressi erano appostati diversi membri della banda con funzione di copertura e supporto. I due killer pare fossero Dante Del Santo detto "il cinghiale" e Alessio Gozzani, anche se poi quest'ultimo fu scagionato dall'accusa di essere stato alla guida della moto, che forse era condotta da Antonio D'Inzillo (il quale morì da latitante in Kenya nel 2008). Del Santo sparò un solo colpo perché la sua calibro 38 si inceppò e De Pedis percorse quindi ancora qualche metro zigzagando con la moto prima di cadere ferito a morte.
Minardi racconterà poi che De Pedis aveva incrociato uno dei suoi nemici in un bar poco prima e che uscendo di tutta fretta la aveva fatta allontanare di proposito. Carnovale e Colafigli si allontanarono insieme da Roma, fecero tappa ad Ancona, dove da sotto al carcere fecero sapere tutto ad Antonio Mancini, e poi a Venezia, dove furono raggiunti da D'Inzillo e Angelotti. Quest'ultimo si fermò per poco perché il giorno dopo tornò a Roma mentre gli altri proseguirono per l'Austria dove furono fermati alla frontiera. Ci fu un successivo viaggio nei Paesi Bassi, ma la polizia tedesca arrestò D'Inzillo, ricoverò Colafigli in un ospedale psichiatrico giudiziario e rispedì indietro Carnovale come “indesiderato”.
Al momento della morte, Enrico De Pedis era incensurato.

### Le indagini sull'omicidio
Il Pm Andrea De Gasperis riferì nel 2005 alla giornalista Raffaella Notariale che i killer di De Pedis erano stati tenuti sotto controllo sin dai primi passi della preparazione del delitto. Cinque giorni prima del delitto un poliziotto controllava Libero Mancone, Del Santo e Gozzani a bordo di una Renault nei pressi dell’aeroporto di Fiumicino. De Pedis e Sabrina Minardi in quei giorni si trovavano a Rio de Janeiro e sarebbero tornati in Italia di lì a poco. In un rapporto dell'Alto commissariato per il coordinamento alla lotta contro la delinquenza mafiosa è ricostruito l'intero delitto, dalla preparazione, alla città in cui si rifugiano i killer, fino alla loro cattura all'estero, sulla base del quale fu istruito il processo agli assassini di De Pedis. Chi stilò quel rapporto non mosse un dito per sventare l'agguato. Si è sempre parlato dell'omicidio come un regolamento di conti all'interno della malavita romana, ma resta il sospetto che i servizi segreti possano aver avuto un qualche ruolo nell'eliminare Renatino, divenuto troppo potente.
A quelle di diversi testi si aggiunsero le parole di Vittorio Carnovale che inizialmente tergiversò, chiamò in causa persone estranee al fatto, poi si autoaccusò del concorso nel delitto e chiamò in correità tutti gli altri. Vennero quindi imputati del delitto, Colafigli come mandante e organizzatore, D’Inzillo come coautore insieme a Del Santo, Angelotti, Mancone, Alessio Gozzani e Giuseppe Carnovale, tutti armati anche se materialmente fu Del Santo a sparare. D’Inzillo, legato a Colafigli, scappò in Africa dove lavorò in Uganda in un’azienda agricola di proprietà del presidente Yoweri Museveni e dove avrebbe lavorato al servizio di apparati governativi come coordinatore militare di attività segrete; precedentemente fu segnalato in Kenya al servizio di due gruppi paramilitari e morirà nel 2008 a Nairobi a 44 anni per una epatite fulminante con il corpo che fu cremato frettolosamente.

## Aspetti controversi

### La sepoltura nella basilica di Sant'Apollinare
I funerali di De Pedis furono celebrati da monsignor Piero Vergari nella basilica di San Lorenzo in Lucina. La sua salma, inizialmente tumulata nel cimitero del Verano il 6 febbraio 1990 nel loculo di proprietà del suocero di De Pedis, fu trasferita circa due mesi dopo all'interno della cripta della basilica di Sant'Apollinare a Roma. La sepoltura in Sant'Apollinare, chiesta dalla vedova per esaudire un desiderio dello stesso De Pedis, fu autorizzata, in deroga al diritto canonico dal Vicariato di Roma a firma del cardinale Ugo Poletti, il quale secondo la Minardi “gli doveva parecchio”, dopo che il rettore della basilica, monsignor Piero Vergari, attestò in una lettera del 6 marzo 1990 che De Pedis in vita fu un benefattore dei poveri che frequentavano la basilica. Il 24 aprile 1993 la salma di De Pedis venne tumulata e le chiavi del cancello vennero consegnate alla vedova ed al rettore della chiesa.
Il 12 settembre 1995 gli uomini della DIA di Roma scrissero alla procura della Repubblica nella persona del sostituto procuratore De Gasperis di essersi recati presso l'ufficio anagrafe dei defunti del comune di Roma per verificare quanto riferito da una fonte confidenziale secondo cui la salma di De Pedis sarebbe stata tumulata all'interno di una chiesa del centro accertando che il cadavere era stato spostato nella basilica di Sant'Apollinare e constatando la presenza di un sarcofago bianco con inciso il nome di De Pedis. Il 28 settembre De Gasperis emise un ordine di perquisizione e il 3 ottobre gli uomini della DIA si recarono a casa dell'amante Sabrina Minardi che dichiarò di essere legata sin da ragazza, per motivi affettivi personali, alla basilica e di essersi sposata lì con De Pedis; la donna dichiarò inoltre che il marito era molto legato a tale chiesa di cui fu un benefattore tramite “assidui, costanti e consistenti oboli” e che il giorno del loro matrimonio le disse che gli sarebbe piaciuto essere sepolto lì anziché al cimitero. Inoltre la donna raccontò che De Pedis era molto legato al parroco della basilica, Piero Vergari, che era stato cappellano a Regina Coeli. Carla Di Giovanni iniziò la sera stessa della morte del marito le pratiche per farlo tumulare nella basilica e, dopo l'iniziale tumulazione nella cappella di famiglia al cimitero del Verano, si rivolse a don Vergari che la mandò a parlare con il vicario cardinale Ugo Poletti. Questi, dopo un colloquio con Vergari che gli illustrò il ruolo di benefattore emerito di De Pedis, autorizzò l'inumazione della salma presso la cripta e solo la sepoltura senza il funerale per evitare eccessivo clamore attorno alla vicenda. Si scoprì inoltre che i lavori di costruzione del sepolcro vennero eseguiti da una ditta di fiducia del Vaticano poiché dovevano sottostare a rigidi canoni architettonici e costarono circa 37 milioni. Il 6 marzo 1993 don Vergari sanciva con una lettera lo status per De Pedis di grande benefattore dei poveri che frequentavano la basilica: avrebbe aiutato a tante iniziative di bene che erano state patrocinate sia di carattere religioso che sociale e avrebbe dato particolari contributi per aiutare i giovani, interessandosi in particolare per la loro formazione cristiana e umana. Quattro giorni dopo Ugo Poletti rilasciava il nulla osta alla sepoltura all'interno della basilica. Il 24 aprile dopo la tumulazione le chiavi del cancello venivano consegnate alla vedova e solo lei e i fratelli del defunto potevano accedervi oltre ai prelati. Sabrina Minardi ha raccontato di aver conosciuto Roberto Calvi e Paul Marcinkus a casa di Flavio Carboni, di essere stata lei a presentarli a De Pedis e che tramite Marcinkus il De Pedis ebbe modo di conoscere Poletti.
Della sepoltura di De Pedis in Sant'Apollinare parlò il 9 luglio 1997 sul Messaggero la giornalista Antonella Stocco. L'articolo suscitò vive polemiche e un'interrogazione in Parlamento a seguito delle quali venne precluso al pubblico l'accesso alla cripta. Già in precedenza il giudice Andrea De Gasperis aveva dato incarico alla DIA di indagare sulla sepoltura di De Pedis. Il Vicariato, a fronte di alcune richieste di portare via dalla basilica la salma, dichiarò che, pur comprendendo le perplessità ingenerate dalla sepoltura non riteneva ormai opportuna un'estumulazione.
Su autorizzazione della magistratura italiana conforme al desiderio espresso dalla vedova di De Pedis, il 18 giugno 2012, al termine delle ulteriori indagini effettuate sulla sepoltura la salma di De Pedis fu traslata dalla basilica di Sant'Apollinare e trasferita al cimitero di Prima Porta dove venne cremata. Successivamente le ceneri furono disperse in mare.

### Il presunto coinvolgimento nel caso Emanuela Orlandi
L'ipotesi di un coinvolgimento di Enrico De Pedis nella scomparsa di Emanuela Orlandi, cittadina vaticana figlia di un commesso della Prefettura della Casa Pontificia, sparita in circostanze misteriose all'età di 15 anni il 22 giugno 1983 a Roma, venne suggerita per la prima volta nel luglio del 2005 quando alla redazione del programma televisivo Chi l'ha visto?, in onda su Rai 3, arrivò una telefonata anonima: «Riguardo al fatto di Emanuela Orlandi, per trovare la soluzione del caso, andate a vedere chi è sepolto nella cripta della basilica di Sant'Apollinare, e del favore che Renatino fece al cardinal Poletti, all'epoca, e chiedete al barista di via Montebello, che pure la figlia stava con lei...». 
Questa pista prese maggior forma a partire dal 2006 con le dichiarazioni di Sabrina Minardi, pentita ed ex amante di De Pedis, secondo la quale il boss avrebbe sequestrato la ragazza per ordine dell'allora capo dell'Istituto per le Opere di Religione (IOR), monsignor Paul Marcinkus «per mandare un messaggio a qualcuno sopra di loro» come parte di un «gioco di potere». Nel corso delle indagini, tuttavia, la credibilità di Sabrina Minardi è stata più volte messa in discussione per via della natura contraddittoria, confusionaria e spesso inverosimile delle sue dichiarazioni, nonché per la quasi totale mancanza di riscontri. Le dichiarazioni di Sabrina Minardi non furono infatti mai riscontrate e spesso confutate, venendo dichiarata testimone inattendibile anche per via del suo passato di tossicodipendente. 
Un presunto ruolo di De Pedis nella sparizione della Orlandi venne suggerito nel 2007 anche da Antonio Mancini, detto Accattone, un pentito della banda della Magliana, e poi nel 2009 da Maurizio Abbatino, collaboratore di giustizia. Sia Mancini che Abbatino ipotizzarono come movente del possibile sequestro un ricatto della criminalità organizzata ai danni dello IOR per recuperare una somma di denaro perduta nel crack del Banco Ambrosiano. Va specificato che al di là delle dichiarazioni di Mancini e Abbatino, i quali all'epoca dei fatti erano rispettivamente uno in carcere e l'altro avversario di De Pedis, l'ipotesi del ricatto economico della banda della Magliana ai danni dello IOR e del Vaticano non è mai stata supportata da alcun riscontro e alcuna prova. Inoltre questa ipotesi che vedrebbe lo IOR di Marcinkus come vittima del ricatto entrerebbe in contraddizione con le dichiarazioni di Sabrina Minardi secondo cui Marcinkus sarebbe stato il mandante del sequestro, dichiarazioni che, a loro volta, sono prive di riscontri.
L'unico elemento di maggior credibilità su un possibile ruolo di De Pedis nella sparizione di Emanuela Orlandi è un'intercettazione ambientale — tendenzialmente ritenuta più autentica e quindi più credibile — registrata il 28 aprile 2010 a casa di Giuseppe De Tomasi, detto "Sergione", esponente di spicco della banda della Magliana e socio in affari di De Pedis, in cui De Tomasi, parlando con la moglie riguardo alle dichiarazioni di Sabrina Minardi mentre stanno guardando il telegiornale, fa un cenno alla sepoltura della ragazza a Torvaianica da parte di De Pedis con l'aiuto di un suo sodale, Luciano Mancini detto "Er Principe", usando le parole: «Lo raccontava Renato [De Pedis]…mica è ‘na barzelletta [...] A Torvajanica so’ annati e l’hanno seppellita». Questa intercettazione non fu però approfondita dagli inquirenti in quanto De Tomasi non fu mai convocato per chiarire.

## Nella cultura di massa
- La figura di De Pedis ha ispirato il personaggio del Dandi, uno dei protagonisti del romanzo scritto nel 2002 da Giancarlo De Cataldo e ispirato alle vicende della banda della Magliana Romanzo criminale. Dal libro è stato tratto il film del 2005 Romanzo criminale diretto da Michele Placido nel quale il Dandi è interpretato da Claudio Santamaria; nel 2008 il regista Stefano Sollima realizza la serie televisiva Romanzo criminale dove i panni del personaggio sono vestiti da Alessandro Roja.
- La sua figura ha ispirato il personaggio di Marcello Jacobis interpretato da Mario Contu nel film Fatti della banda della Magliana del 2004.
- Nel 2016 viene interpretato da Riccardo Scamarcio ne La verità sta in cielo, basato sulla vicenda della sparizione di Emanuela Orlandi.
- Enrico De Pedis è interpretato da Edoardo Leo nel film fantastico Non ci resta che il crimine del 2019 e nei suoi seguiti: Ritorno al crimine (2021) e C'era una volta il crimine (2022).
- Nell'album I moralisti del gruppo musicale Amor Fou è contenuta la canzone De Pedis, pubblicata anche come singolo.[43]